# هيلين ويفر
هيلين ويفر (بالإنجليزية: Helen Weaver)‏ هي مترجمة أمريكية، ولدت في 1931 في ماديسون في الولايات المتحدة.